# Kaneldvärguv
Kaneldvärguv (Otus rufescens) är en fågel i familjen ugglor inom ordningen ugglefåglar.

## Utseende och läte
Kaneldvärguven är en liten (15–18 cm) uggla med stora mörkröda ögon och mjuka örontofsar. Ovansidan är rostbeige med små ljusare fläckar, framför allt på skapularerna. Undersidan är ljusare kanelbrun med mörka fläckar. Näbben är ljusgul. Lätet består av en serie dämpande visslingar, avgivna ungefär var tionde sekund.

## Utbredning och systematik
Kaneldvärguv förekommer i Sydostasien. Den delas in i två underarter med följande utbredning:
- Otus rufescens malayensis – förekommer på södra Malackahalvön (allra sydligaste Thailand och Malaysia)
- Otus rufescens rufescens – förekommer på Sumatra, Bangka, Java och Borneo

## Status och hot
Arten har ett stort utbredningsområde, men tros minska i antal till följd av avskogning, dock inte tillräckligt kraftigt för att den ska betraktas som hotad. Internationella naturvårdsunionen IUCN listar arten som nära hotad (LC).